# دم‌بادبزنی کاداوو
دم‌بادبزنی کاداوو (نام علمی: Rhipidura personata) نام یک گونه از سرده دم‌بادبزنی است.